# Macworld
Macworld is een Amerikaans computertijdschrift gericht op de producten van Apple. Het wordt uitgegeven door Mac Publishing (een dochtermaatschappij van IDG) welke gevestigd is in San Francisco. Het blad wordt uitgegeven sinds 1984 en is zowel het oudste als meest wijdverspreide Macintosh-tijdschrift in de Verenigde Staten. Het blad werd opgericht door David Bunnell (uitgever) en Andrew Fluegelman (hoofdredacteur).
In september 2014 verscheen het laatste papieren nummer en maakte IDG bekend dat Macworld uitsluitend als website verdergaat.